# Fighting Fluid
Fighting Fluid est un film muet américain réalisé par Leo McCarey et sorti en 1925.

## Synopsis
Tout le monde se moque de Charley au bureau. Venant travailler seul un samedi, il découvre la réserve d'alcool du patron. Totalement ivre, il devient très audacieux et va déclarer à la fille de celui-ci qu'il va l'épouser.

## Fiche technique
- Titre : Fighting Fluid
- Réalisation : Leo McCarey
- Photographie : Len Powers
- Production : Hal Roach Studios
- Dates de sortie : 
  -  États-Unis : 1er février 1925

## Distribution
- Charley Chase : Charley
- Pierre Couderc
- Jules Mendel
- Marie Mosquini
- Ed Porter